# Sve najbolje (Meri Cetinić)
Sve najbolje kompilacijski je album splitske glazbenice Meri Cetinić, kojeg 1994. godine objavljuje diskografska kuća Croatia Records.
Kompilacija sadrži dvije skladbe koje Meri Cetinić izvodi u duetu, "Gorka rijeka" s Tomislavom Ivčićem i "Konoba" s Tedi Spalatom.

## Popis pjesama
1. "U prolazu" (3:41)
  - (Z. Runjić-J Fiamengo-A. Cetinić)
2. "Četiri stađuna" (3:53)
  - (Z. Runjić-T. Zuppa-S. Kalogjera)
3. "Gorka rijeka" (5:28)
  - (M. Theodorakis-T. Ivčić-D. Mandić)
4. "Mornareva žena" (4:00)
  - (A. Cetinić-M. Popadić-A. Cetinić)
5. "Lastavica" (3:42)
  - (Z. Runjić-J. Fiamengo-A. Cetinić)
6. "Konoba" (4:52)
  - (S. M. Kovačević-R. Šunjić-S. M. Kovačević)
7. "Potraži me u predgrađu" (4:18)
  - (Z. Runjić-D. Britvić-I. Lesić)
8. "More" (5:00)
  - (S. M. Kovačević)
9. "Samo simpatija" (3:36)
  - (D. Novković-Ž. Sabol-A. Cetinić)
10. "Ja sam žena" (3:40)
  - (M. Cetinić-I. Flesch-A. Cetinić)
11. "Gdje god da pođeš"
  - (S. M. Kovačević) (4:15)
12. "Ne sudite mi noćas" (2:58)
  - (I. Lesić-B. Zlatanović-I. Lesić)
13. "Ako je život pjesma" (3:31)
  - (Z. Runjić-N. Ninčević-M. Došen)
14. "Jubav si moja zauvik" (3:15)
  - (M. Cetinić-M. Cetinić-S. Kalogjera)
15. "Zemlja dide mog" (3:30)
  - (V Barčot-I. Cetinić-S. Kalogjera)
16. "Da mi se je navoziti" (1:55)
  - (XXX-M. Cetinić)
17. "Ča imaš od moje nevoje" (3:10)
  - (H. Papić Borozan-S. Kalogjera)
18. "Dome moj" (3:36)
  - (M. Cetinić M. Cetinić-M. Došen)
19. "Nina-nana" (4:15)
  - (Z. Runjić J. Fiamengo-A. Cetinić)

## Vanjske poveznice
- Službene stranice Meri Cetinić - Recenzija albuma